# Taraxacum haematicum
Taraxacum haematicum — вид рослин з родини айстрових (Asteraceae), поширений у північній, центральній і східній Європі.

## Поширення
Поширений у північній, центральній і східній Європі (у т. ч. Україні).